# I my pójdziemy na kraniec świata
I my pójdziemy na kraniec świata (fr. Et nous irons au bout du monde) – powieść historyczna autorstwa Pierre'a Barreta i Jeana-Noëla Gurganda.
Trzeci i ostatni tom cyklu Turnieje Boże. Francuski rycerz Wilem d'Encausse wyrzucony z zakonu templariuszy udaje się na pielgrzymkę do Composteli.